# The Ashes 1887-88
Il The Ashes 1884–85 è stata la 6ª edizione del prestigioso The Ashes di cricket. La serie di 1 partita si è disputata in Australia tra il 10 e il 15 febbraio 1888.
La vittoria è andata alla selezione inglese, che ha vinto per 1-0.

## Risultati

### Test 1
| 10-12 dicembre Referto |

| Inghilterra     | v | Australia       |
| 113 (100 overs) |   | 42 (37.3 overs) |
| 137 (75 overs)  |   | 82 (69.2 overs) |

- Australia vince il sorteggio e decide di battere